# Södra Lommabuktens naturreservat
Södra Lommabukten är ett naturreservat vid Lommabukten i Burlövs och Lomma kommuner i Skåne län. Inom reservatet återfinns Tågarps hed och Alnarps fälad.
En stor del av reservatet är Natura 2000-område.

## Flora och fauna
Växter som finns inom området är bl.a. smalbladig käringtand, strandaster, havssälting, saltört, glasört, paddfot, dansk iris, tiggarranunkel och bitterkrassing.